# Xenicus gilviventris
El acantisita roquero de Nueva Zelandia (Xenicus gilviventris) es un pequeño acantisita de Nueva Zelanda (familia Acanthisittidae) endémico de la isla Sur de Nueva Zelanda. Sus nombres maoríes incluyen pīwauwau ("pequeño pájaro que se queja"), mātuitui, y tuke ("twitch", después de su movimiento que se mueve).
Fuera de Nueva Zelanda a veces se conoce como acantisita de la isla Sur. Un nombre usado para diferenciarlo del chivirín saltarroca, de Norteamérica, aves que comparten el mismo nombre en el idioma inglés. El acantisita roquero se restringe actualmente a las áreas alpinas y subalpinas de la isla sur; los huesos subfósiles demuestran que vivió una vez en la isla Norte también. Es un volador muy pobre, por lo cual es altamente terrestre, alimentándose en matorrales bajos, rocas abiertas y rocas altas. El acantisita roquero y el acantisita verdoso son los dos únicos representantes sobrevivientes de su grupo endémico de aves de Nueva Zelanda; el pariente más cercano del acantisita roquero era el acantisita de matorral ahora extinto. Sus números están disminuyendo debido a la depredación de mamíferos introducidos. 
El acantisita roquero es la única especie sobreviviente del género Xenicus, guardando relación también con el anteriormente mayormente distribuido y hoy extinto acantisita de matorral. Así como el acantisita de matorral y el acantisita verdoso no es un ave muy voladora, elevándose raramente más de dos metros de la tierra y por distancias de menos de 30 metros. Como es altamente terrestre, se alimenta de matorrales bajos de las regiones montañosas.

## Descripción

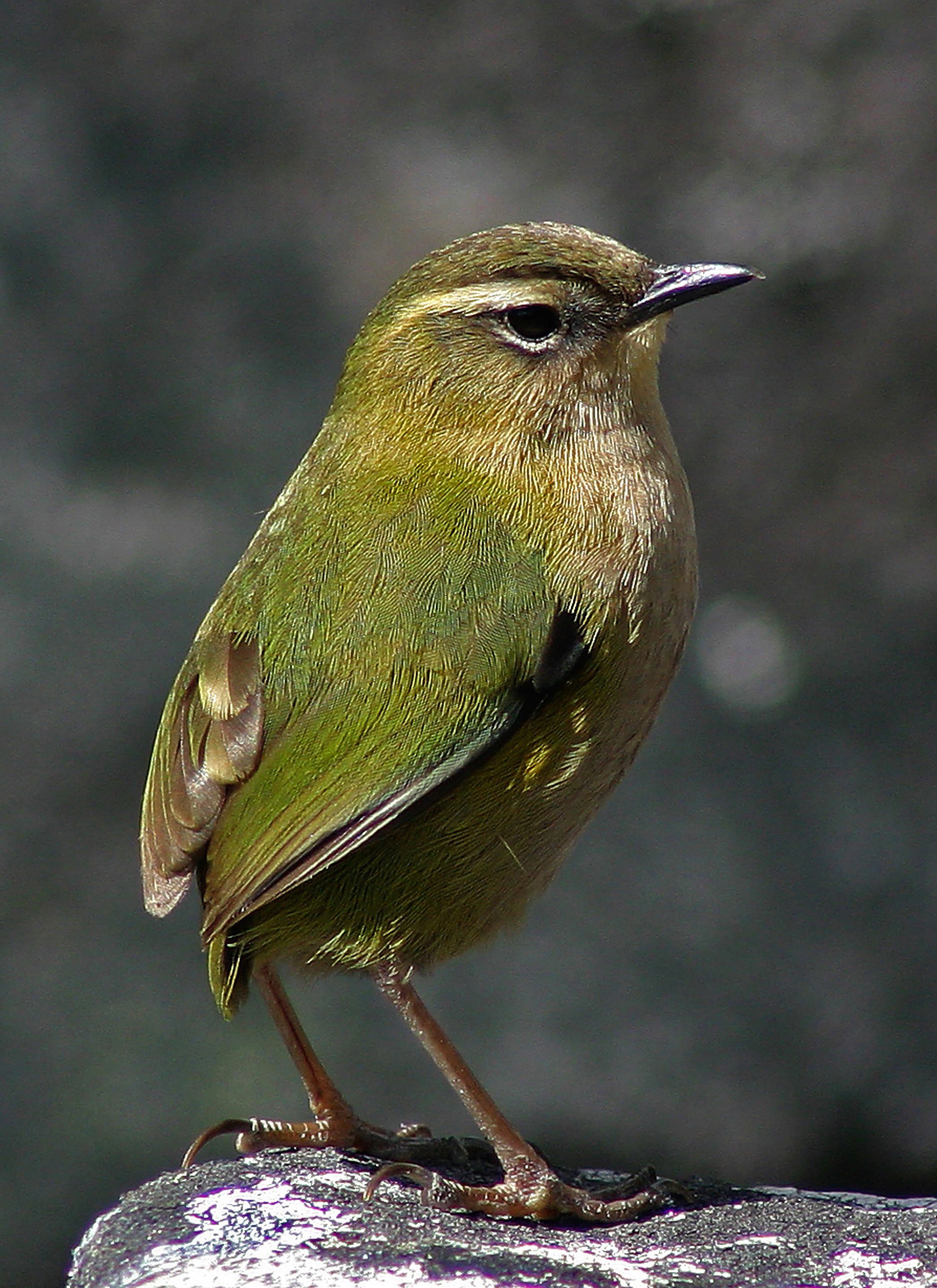
Xenicus gilviventris, de un color verde, amarillo y gris distintivo.

El acantisita roquero es un pájaro muy pequeño, casi sin cola que prefiere saltar y correr sobre sus largas patas, y utiliza sus alas redondeadas para volar solamente distancias cortas. Los machos pesan 16 g, las hembras 20 g y miden un total de 10 cm. Los machos son verdosos con flancos amarillos y un lado inferior pálido, las hembras tienden a ser más oscuras, aunque el grado de diferencia entre los sexos varía geográficamente.

## Distribución y hábitat
Esta especie está actualmente confinada a las zonas alpinas y subalpinas (900-2500 m de altitud) de los Alpes del sur, de las montañas de Tasman del noroeste de Nelson, y de la cordillera de Victoria de Westland, toda en la isla Sur; es el único pájaro verdaderamente alpino de Nueva Zelanda. Los subfósiles sugieren que antes del asentamiento polinesio también se encontró en el bosque de las tierras bajas y en la isla Norte. Su actual distribución alpina es un hábitat donde pocos roedores pueden sobrevivir, lleno de rocas y vegetación densa.
Su hábitat preferido está cerca de la línea de árboles, entre las rocas alpinas, la mesetas y el matorral bajo. El acantisita roquero, a diferencia de muchas aves alpinas, no emigra a las elevaciones más bajas en invierno; en cambio, parecen refugiarse y forrajear en las rocas bajo la capa de nieve.

## Comportamiento
El acantisita roquero es un volador pobre, rara vez vuela a más de 2 m del suelo y a distancias de más de 30 m. Prefiere saltar y correr con peculiares movimientos y aleteo. Su llamada es de tres notas agudas, y a veces hacen dúo en pareja. 
Las parejas mantienen un territorio durante todo el año y trabajan juntos para construir un gran nido cerrado con un túnel de entrada. El nido está lleno de plumas, a menudo de otras especies de aves. Guthrie-Smith recuperó 791 plumas de un nido en la década de 1930, la mayoría de weka, pero incluyendo algunos de kiwi, kakapo, kea y kereru. 
Ponen alrededor de tres huevos a finales de primavera que se incuban durante tres semanas. Los polluelos toman cerca de veinticuatro días en salir del nido y deben alimentarlos por lo menos durante cuatro semanas.
Las acantisitas roqueras comen sobre todo invertebrados en la tierra, pero tomarán a veces bayas y las semillas, e incluso néctar de las flores del lino.

## Conservación

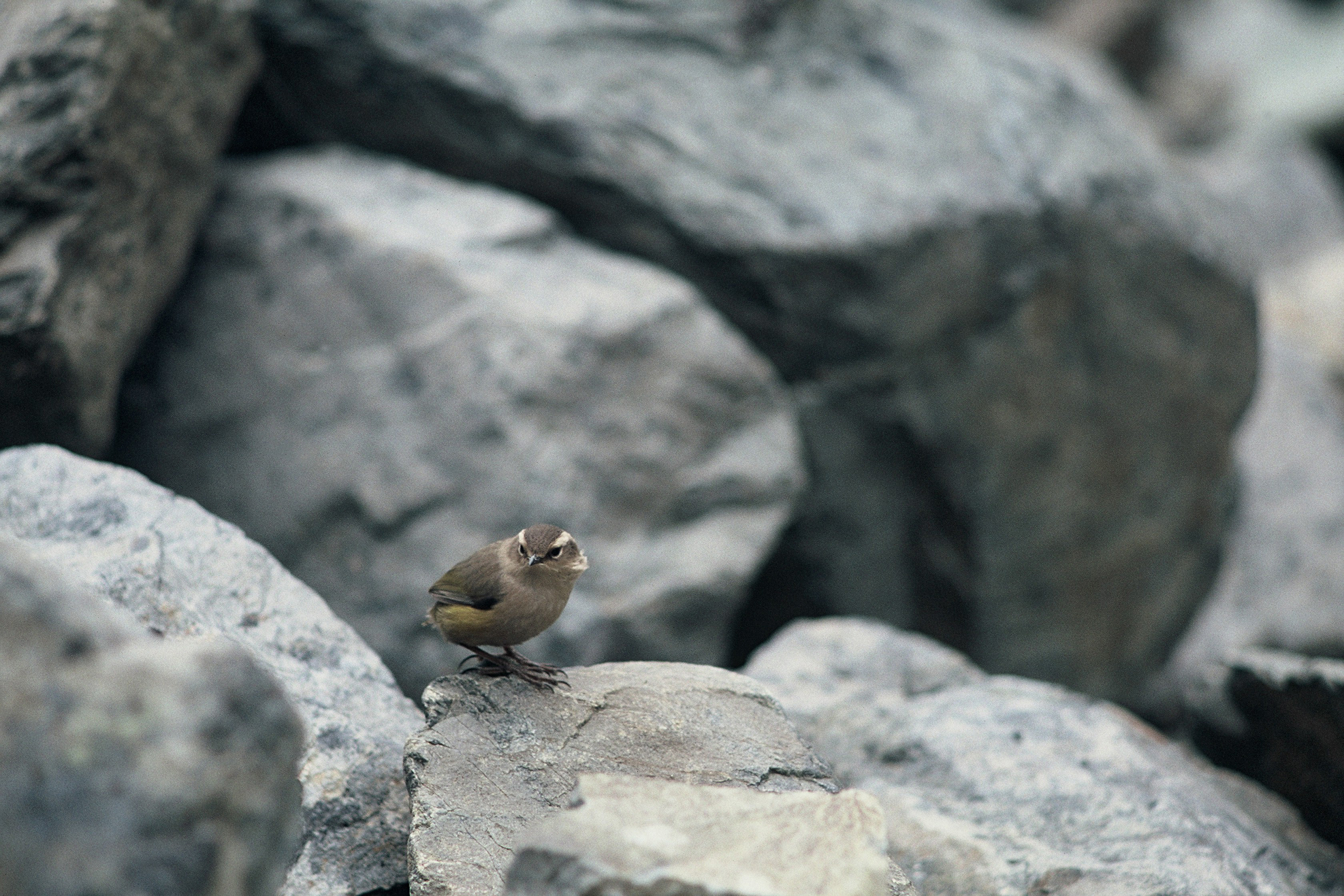
xenicus gilviventris, en su hábitat preferido, la montaña.

Escribiendo en la década de 1930,[7] Herbert Guthrie-Smith declaró:
- "Xenicus gilviventris, me alegra pensar, es una de las especies susceptibles de sobrevivir a cambios que desde el punto de vista del forestal y del naturalista de campo han desolado a Nueva Zelanda. Es poco probable que los estragos ocasionados por ciervos, conejos, zarigüeyas, pájaros y otros animales importados afecten el bienestar del acantisita roquera. Incluso las comadrejas y las ratas, y sé que ascienden a grandes alturas- difícilmente obtendrán suficiente recompensa en las presas de tales soledades despobladas ... Con la cobertura y los suministros de alimentos sin modificaciones, el acantisita roquero puede considerarse relativamente seguro. "

Esto no fue así. Desde la colonización europea, las acantisitas se han vuelto más irregulares en su distribución; un estudio de más de 2100 avistamientos entre 1912 y 2005 mostró que el área que habitan había disminuido significativamente desde la década de 1980. En las montañas Murchison, el acantisita roquero mostró una disminución del 44% en la abundancia en 20 años. [4] Las principales amenazas a las acantisitas roqueras son las comadrejas y los ratones, que comen sus huevos y crías. Un estudio de 2012-13 en la parte superior de Hollyford mostró que la mayoría de los nidos del acantisita roquero estaban siendo atacados por las comadrejas. El efecto a largo plazo del cambio climático en su hábitat alpino también es una amenaza, ya que las temperaturas más cálidas permitirán a las ratas moverse más alto en las montañas. 
En 2008-2010 un total de 40 acantisitas roqueras fueron trasladadas a la isla Secretario, una isla libre de roedores de 8140 ha en Fiordland, la tercera isla más alta de Nueva Zelanda  En 2010 una encuesta localizó 12 acantisitas nuevas, lo que indica que se estaban reproduciendo con éxito.